# 1993-as Formula–1 magyar nagydíj
A magyar nagydíj volt az 1993-as Formula–1 világbajnokság tizenegyedik futama.

## Futam
A magyar nagydíjon is domináltak a Williamsek, Prost és Hill végzett az időmérő edzés elején. Prost autója a felvezető körben megállt, ezért az utolsó helyről kellett indulnia. A rajtnál Hill megtartotta vezetését. Senna a 18. körben gázadagolójának meghibásodása miatt kiesett. Prost hátsó szárnyával probléma akadt, amelyet boxban hosszú ideig szereltek, a francia hét kör hátrányban tért vissza. Damon Hill első futamgyőzelmét szerezte meg a benettonos Patrese és a ferraris Berger előtt.
| Helyezés | #  | Versenyző            | Csapat/Motor          | Körök | Idő/Kiesés oka     | Rajthely | Pontszám |
| -------- | -- | -------------------- | --------------------- | ----- | ------------------ | -------- | -------- |
| 1        | 0  | Damon Hill           | Williams-Renault      | 77    | 1:47:39,098        | 2        | 10       |
| 2        | 6  | Riccardo Patrese     | Benetton-Ford         | 77    | +1:11,915          | 5        | 6        |
| 3        | 28 | Gerhard Berger       | Ferrari               | 77    | +1:18,042          | 6        | 4        |
| 4        | 9  | Derek Warwick        | Footwork-Mugen-Honda  | 76    | +1 kör             | 9        | 3        |
| 5        | 25 | Martin Brundle       | Ligier-Renault        | 76    | +1 kör             | 13       | 2        |
| 6        | 29 | Karl Wendlinger      | Sauber                | 76    | +1 kör             | 17       | 1        |
| 7        | 26 | Mark Blundell        | Ligier-Renault        | 76    | +1 kör             | 12       |          |
| 8        | 19 | Philippe Alliot      | Larrousse-Lamborghini | 75    | +2 kör             | 19       |          |
| 9        | 15 | Thierry Boutsen      | Jordan-Hart           | 75    | +2 kör             | 24       |          |
| 10       | 3  | Katajama Ukjó        | Tyrrell-Yamaha        | 73    | +4 kör             | 23       |          |
| 11       | 4  | Andrea de Cesaris    | Tyrrell-Yamaha        | 72    | +5 kör             | 22       |          |
| 12       | 2  | Alain Prost          | Williams-Renault      | 70    | +7 kör             | 1        |          |
| Kiesett  | 24 | Pierluigi Martini    | Minardi-Ford          | 59    | Baleset            | 7        |          |
| Kiesett  | 20 | Érik Comas           | Larrousse-Lamborghini | 54    | Motorhiba          | 18       |          |
| Kiesett  | 11 | Alessandro Zanardi   | Lotus-Ford            | 45    | Váltó              | 21       |          |
| Kiesett  | 10 | Szuzuki Aguri        | Footwork-Mugen-Honda  | 41    | Kicsúszás          | 10       |          |
| Kiesett  | 21 | Michele Alboreto     | Lola-Ferrari          | 39    | Motor túlmelegedés | 25       |          |
| Kiesett  | 12 | Johnny Herbert       | Lotus-Ford            | 38    | Kicsúszás          | 20       |          |
| Kiesett  | 22 | Luca Badoer          | Lola-Ferrari          | 37    | Kicsúszás          | 26       |          |
| Kiesett  | 5  | Michael Schumacher   | Benetton-Ford         | 26    | Üzemanyagpumpa     | 3        |          |
| Kiesett  | 23 | Christian Fittipaldi | Minardi-Ford          | 22    | Felfüggesztés      | 14       |          |
| Kiesett  | 27 | Jean Alesi           | Ferrari               | 22    | Kicsúszás          | 8        |          |
| Kiesett  | 30 | Jyrki Järvilehto     | Sauber                | 18    | Motorhiba          | 15       |          |
| Kiesett  | 8  | Ayrton Senna         | McLaren-Ford          | 17    | Fojtószelep        | 4        |          |
| Kiesett  | 7  | Michael Andretti     | McLaren-Ford          | 15    | Fojtószelep        | 11       |          |
| Kiesett  | 14 | Rubens Barrichello   | Jordan-Hart           | 0     | Baleset            | 16       |          |

## A világbajnokság élmezőnyének állása a verseny után
| H  | Versenyzők         | Pont | H  | Konstruktőrök    | Pont |
| -- | ------------------ | ---- | -- | ---------------- | ---- |
| 1. | Alain Prost        | 77   | 1. | Williams-Renault | 115  |
| 2. | Ayrton Senna       | 50   | 2. | McLaren-Ford     | 53   |
| 3. | Damon Hill         | 38   | 3. | Benetton - Ford  | 53   |
| 4. | Michael Schumacher | 36   | 4. | Ligier - Renault | 21   |
| 5. | Riccardo Patrese   | 17   | 5. | Ferrari          | 14   |

## Statisztikák
Vezető helyen:
- Damon Hill: 77 (1-77)

Damon Hill 1. győzelme, Alain Prost 30. pole-pozíciója, 39. (R) leggyorsabb köre.
- Williams 69. győzelme

Riccardo Patrese utolsó dobogós helyezése.